# Композитор Глінка
Композитор Глінка — радянський художній фільм Григорія Александрова про життя і творчість російського композитора Михайла Глінки, знятий у 1952 році. Фільм кольоровий. Вийшов на екрани 1 жовтня 1952 року.

## Сюжет
Молодий композитор Михайло Глінка виконує свій новий твір на вечорі у графа Вієльгорського. Однак публіка, яка звикла до західноєвропейської музики, холодно поставилася до творіння свого земляка, особливо єхидничає Булгарін. Глінку це дуже засмучує, проте незабаром він вирішує вирушити до Італії музичного мистецтва.
Повернувшись з-за кордону, Глінка сповнений бажання написати російську оперу. Жуковський підказує йому сюжет — подвиг Івана Сусаніна. Імператор Микола I змінює назву опери на «Життя за царя» і призначає Глінці лібретиста — барона Розена. Знайомство з майбутнім співавтором шокує Глінку: той розмовляє з помітним німецьким акцентом. Прем'єра проходить з успіхом, але Глінка все ж не цілком задоволений лібрето: «Не ті слова написав Розен».
Микола I, дізнавшись, що опера Глінки «Руслан і Людмила» написана на сюжет однойменної поеми Пушкіна, вбачає у цьому крамолу. Гіркі переживання композитора скрашують його однодумці — «передові люди Росії».

## У ролях
- Борис Смирнов — Михайло Іванович Глінка
- Лев Дурасов — Олександр Сергійович Пушкін
- Любов Орлова — Людмила Іванівна Глінка
- Юрій Любимов — Олександр Сергійович Даргомижський
- Георгій Віцин — Микола Васильович Гоголь
- Костянтин Нассонов — Василь Андрійович Жуковський
- Ігор Литовкин — Олександр Сергійович Грибоєдов
- Андрій Попов — Володимир Васильович Стасов
- Юрій Юровський — граф Михайло Юрійович Вієльгорський
- Сергій Вечеслов — Володимир Федорович Одоєвський
- Святослав Ріхтер — Ференц Лист
- Белла Виноградова — Джудітта Паста
- Олександр Сашин-Нікольський — Дмитро Петров
- Михайло Названов — Микола I
- Ірина Ликсо — імператриця
- Павло Павленко — Фаддей Венедиктович Булгарін
- Володимир Савельєв — Карл Іванович
- Фаїна Шевченко — дружина Карла Івановича
- Рина Зелена — генеральша
- Раднер Муратов — коридорний в театрі
- Геннадій Юдін — Гектор Берліоз
- Анатолій Папанов — ад'ютант великого князя
- Сергій Курилов — Карл Павлович Брюллов
- Вахтанг Туманов — Осип Петров, співак
- Микола Тимофєєв — епізод
- Олена Ізмайлова — Ольга Ланська, дружина Одоєвського (немає в титрах)
- Клавдія Хабарова — епізод

## Знімальна група
- Автори сценарію: Петро Павленко, Наталія Треньова, Григорій Александров
- Режисер: Григорій Александров
- Художник-постановник — Олексій Уткін
- Художник по костюмах — Ольга Кручиніна
- Звукорежисер — Євген Кашкевич
- Оператор: Едуард Тіссе
- Композитори: Володимир Щербачов, Віссаріон Шебалін